# Veille concurrentielle
 (janvier 2014).
Si vous disposez d'ouvrages ou d'articles de référence ou si vous connaissez des sites web de qualité traitant du thème abordé ici, merci de compléter l'article en donnant les références utiles à sa vérifiabilité et en les liant à la section « Notes et références ».
La veille concurrentielle est l'activité continue et en grande partie itérative qui vise à une surveillance active de l'environnement, qu'il soit technologique ou commercial, des acteurs ou nouveaux entrants, pour en anticiper les évolutions de façon stratégique. Elle porte aussi sur les produits (notamment les produits de substitution), les relations avec les fournisseurs, les relations clients, etc.
Elle consiste généralement à surveiller plusieurs canaux de données afin d'en tirer des informations utiles à l'entreprise qui les exploitera afin de prévenir les menaces en provenance de la concurrence et de saisir des opportunités qui la rendront plus efficace.
La veille concurrentielle va souvent de pair avec la veille commerciale, elle est définie ainsi selon Daniel Rouach : « Elle permet aussi de pister les démarches actives, déploiements vers d'autres secteurs d'activités, fausses pistes et leurres destinés à égarer les curieux, intrusions diverses, dépôts de brevets, travaux de recherche, et ce de la part de concurrents directs et indirects ».
C'est un outil de Benchmark (en français, étalonnage), technique qui consiste à identifier un concurrent (ou un autre acteur du marché) comme référence, pour mener des comparaisons rapprochées entre produits, services ou méthodes de production.

## Objectifs de la veille concurrentielle

### Veille en entreprise
La veille est une activité se déroulant de manière continue et se fait la plupart du temps de manière itérative. Elle consiste à surveiller constamment et légalement l’environnement technologique, commercial, etc. Dans le but d’exploiter l’information utile afin de pouvoir anticiper les évolutions du marché. La veille concurrentielle est une des composantes. Elle consiste à rester informé sur les actualités des concurrents de l'entreprise. Elle est complétée par d'autres types de veilles telles que la veille technologique ou la veille d'actualité.

### Objectifs
La veille concurrentielle vise à :
- vendre de manière plus efficace ;
- anticiper les nouvelles offres des concurrents ;
- améliorer les offres proposées par l’entreprise ;
- prendre des décisions de manière sécurisée ;
- prévoir, anticiper et surveiller le marché ;
- évaluer la compétitivité et l’image de l’entreprise.

### Application de la grille SWOT/FFOM à la veille concurrentielle

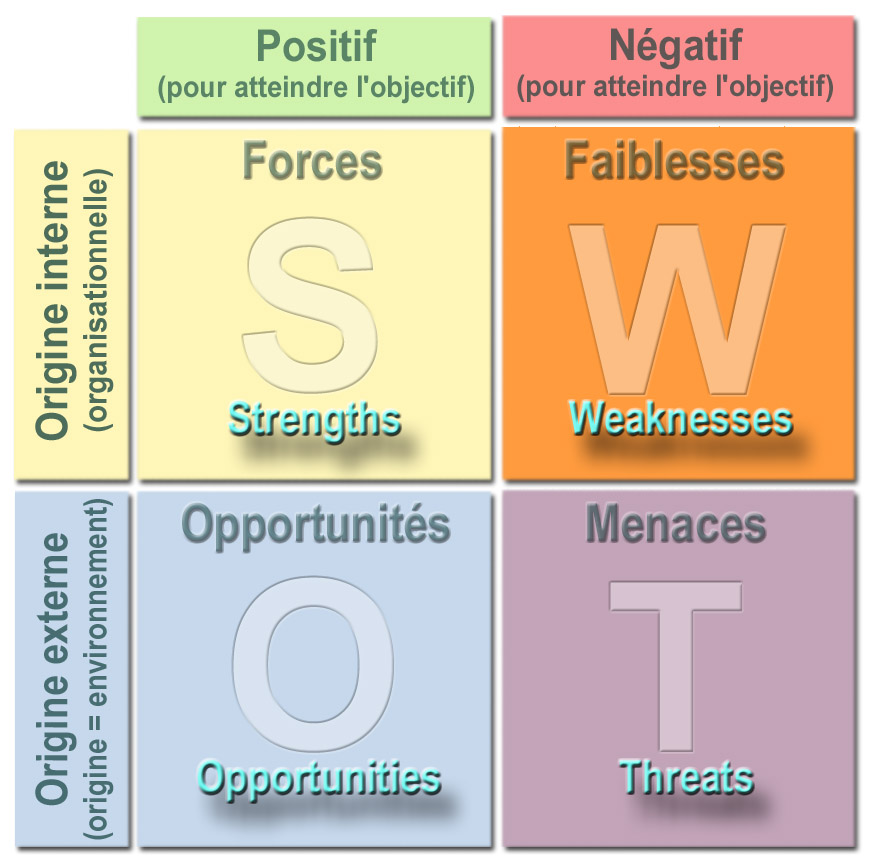
matrice SWOT, avec mots anglais et traduction.

### Application du modèle des cinq forces de Porter

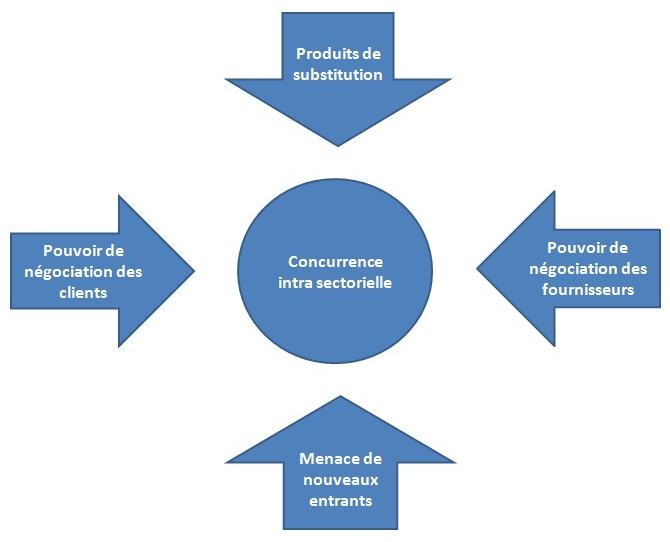
Les cinq forces de Porter.